# کردهای روسیه
کردهای روسیه اشاره به اقوام کردتباری می‌شود که شهروند فدراسیون روسیه می‌باشند، یا در روسیه از والدینی کُرد به دنیا آمده باشند. کُردها سابقه بیش از دو قرن زندگی در روسیه را دارا می‌باشند. اکثریت کردها در قفقاز سکونت داشتند که پس از الحاق قفقاز به امپراطوری روسیه به داخل روسیه مهاجرت کردند. و در جنگ‌های مابین امپراطوری روسیه و ایران به کُردها اجازه سکونت در داخل روسیه داده شد و جوامعی از آنان در خاک روسیه اسکان یافتند. به طبع آن در جنگ‌های امپراطوری عثمانی و روس نیز عده‌ای از کُردها به روسیه مهاجرت کردند.
با توجه به آخرین سرشماری قومی در فدراسیون روسیه به سال ۲۰۱۰ میلادی جمعیت کلی گروه‌های کُردتبار ۱۱۳،۸۱۸ نفر معادل ۹۰٬۵۸۶ (۰٫۰۳٪) ایزدیان و ۲۳٬۲۳۲ (۰٫۰۲٪) کُرد می‌باشند.